# Juicio por los atentados del 11 de marzo de 2004

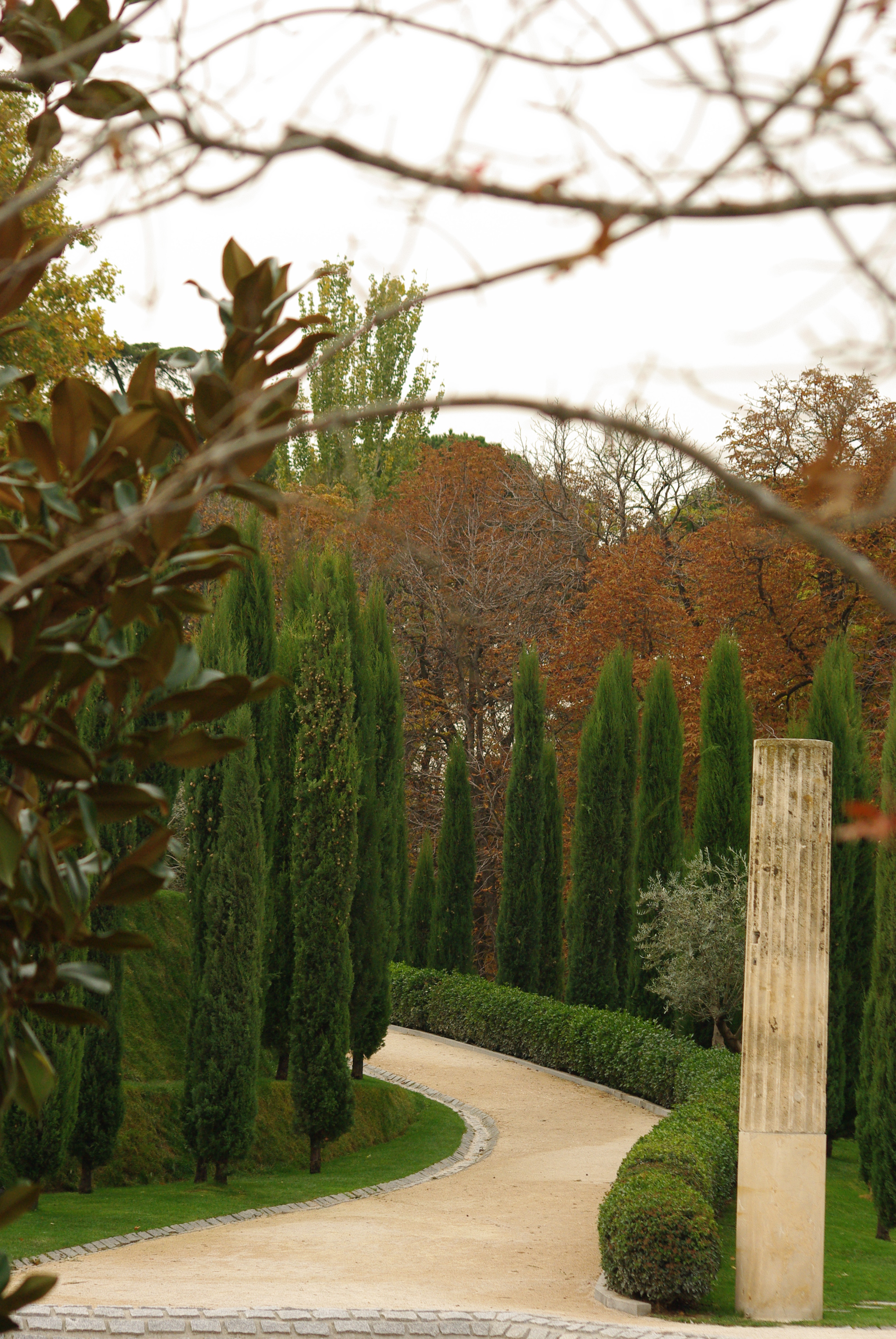
Bosque de los ausentes, en recuerdo de las víctimas del 11M.

El juicio de los atentados del 11 de marzo de 2004 es el proceso judicial que se llevó a cabo en Madrid en relación con los atentados del 11 de marzo de 2004. El juicio se celebró entre el 15 de febrero de 2007 y el 2 de julio de 2007, cuando el juicio quedó visto para sentencia. Hubo un total de 57 sesiones, que se celebraron en un pabellón de la Audiencia Nacional de España en la Casa de Campo. Se dictó sentencia el 31 de octubre de 2007 en la que se consideró probado que los atentados de Madrid, que causaron finalmente 193 muertos y 1856 heridos, fueron llevados a término por una célula yihadista, siete de cuyos miembros se suicidaron en Leganés el 3 de abril de 2004, más Jamal Zougam, Othman el Gnaoui y otro yihadista no identificado, con la cooperación necesaria del minero José Emilio Suárez Trashorras, quien facilitó el robo de los explosivos.

## Principales acusados
Los principales acusados del juicio fueron:
- Jamal Zougam
- Abdelmajid Bouchar 'El Gamo'
- José Emilio Suárez Trashorras
- Rabei Osman 'El Egipcio'
- Hassan El Haski
- Youssef Belhadj 'Abu Dujanah'
- Fouad El Morabit Amghar
- Basel Ghalyoun
- Mouhannad Almallah 'Dabas'
- Mohamed Larbi Ben Sellam 'Abu Zubair'

## Partes del juicio
Además de los acusados citados anteriormente, hubo 18 más, hasta completar los 29 acusados del juicio. 
Hubo 3 magistrados:
- Javier Gómez Bermúdez, presidente y ponente del tribunal.[3]
- Fernando García Nicolás, presidente de la Sección Segunda de la Sala de lo Penal.
- Alfonso Guevara, presidente de la Sección Tercera de la Sala de lo Penal.

Hubo 4 fiscales:
- Olga Sánchez, fiscal durante la instrucción del sumario.
- Javier Zaragoza, fiscal jefe.
- Jesús Santos, teniente de fiscal.
- Carlos Bautista.

Hubo que añadir 26 abogados defensores, 23 de acusación, tres acusaciones populares, 650 testigos y 98 peritos. De los 650 testigos, destacaron 3 terroristas etarras que declararon ante el tribunal: 
- Henri Parot
- Gorka Vidal
- Izkur Badillo

El coste del juicio ha sido de 3 107 163,01 euros, según las cuentas del Ministerio de Justicia.

## Relación de hechos probados
La sentencia determina, como hechos probados: 
1. En relación con el origen de los explosivos, la participación en su robo y destino del material robado por Jose Emilio Suárez Trashorras, Jamal Ahmidan, Abdennabi Kounjaa y Mohamed Oulad Akcha, que «toda o gran parte de la dinamita de los artefactos que explosionaron en los trenes del 11 de marzo y toda la que fue detonada en el piso de Leganés procedía de la mina Conchita ... Entre octubre de 2003 y enero de 2004, Jamal Ahmidan acordó con Jose Emilio Suárez Trashorras el suministro de dinamita procedente de las minas asturianas ... y Trashorras hizo llegar los días 5 y 9 de enero dos cargamentos de explosivos desde asturias a Madrid. ... La dinamita era sustraída de mina Conchita ... El 28 de febrero de 2004, José Emilio Suárez Trashorras junto a Jamal Ahmidan, fue a recoger a Gabriel Montoya Vidal en el Toyota Corolla. En otro vehículo iban los fallecidos Mohamed Oulad Akcha y Abdennabi Kounjaa. Ambos vehículos se dirigían hacia la mina. ... Una vez allí, José Emilio Suárez Trashorras y Jamal Ahmidan se adentraron en ella [la mina] ... y regresaron y Trashorras le comentó a Jamal Ahmidan que se acordara de coger las puntas y tornillos. ... Se dirigieron al Carrefour de Avilés, donde compraron tres mochilas .... regresando a la mina [con ellas] y regresaron con las mochilas cargadas .... y en Avilés descargaron los explosivos de las mochilas. Seguidamente volvieron a la mina por tercera vez y repitieron la operación para regresar cargados. ... El 29 de febrero, el Chino, Mohamed Oulad Akcha y Kounjaa emprendieron viaje de vuelta a Madrid con los explosivos».[8][9]

## Sentencia
El 31 de octubre de 2007 el juez Javier Gómez Bermúdez leyó la sentencia del juicio. De los 29 acusados, el tribunal absolvió a 8 de ellos: Antonio Toro Castro, Carmen Toro Castro, Emilio Llano, Mohamed Moussanten, Rabei Osman el Sayed, Javier González Díaz e Iván Granados.

### Los responsables
La sentencia dictaminó que los atentados fueron obra de «células o grupos terroristas de tipo yihadista» y que no hubo intervención de ETA en ellos. 
La sentencia del juicio condenó a Jamal Zougam y Othman el Gnaoui respectivamente a 42 922 y 42 924 años de prisión debido a su demostrada participación en el atentado como autores materiales, imputados por tanto por 192 asesinatos y 1856 asesinatos en grado de tentativa, además de por su pertenencia a banda terrorista, delitos de estragos terroristas y falsificación de documentos. La fiscalía había solicitado para ellos 38.962 años de prisión. Jamal Zougam fue inequívocamente reconocido en los trenes por varios de los supervivientes mientras que el ADN de Othman el Gnaoui fue hallado en una sudadera utilizada por uno de los terroristas.
También fue condenado José Emilio Suárez Trashorras a 34 715 años y seis meses por facilitar los explosivos (procedentes en su mayor parte o completamente de Mina Conchita) a los culpables de llevar a cabo el atentado y por tanto como cooperador necesario en los 192 asesinatos y 1856 heridos. A este se le imputaba además la muerte adicional del GEO Francisco Javier Torronteras en el piso de Leganés. Sin embargo la pena se redujo al aducir "anomalía psíquica". Para él la fiscalía había solicitado una condena de 38 976 años de prisión.
La sentencia también imputa la autoría de los atentados a Jamal Ahmidan, «el Chino», Serhane Ben Abdelmajid, «el Tunecino», y otros cinco miembros de la célula islamista que se suicidaron en el piso de Leganés. También se lo atribuye a otra persona aún sin identificar.

### Otras condenas emitidas en la sentencia
- Hamid Ahmidan fue condenado a los 23 años de prisión que se pedían tras la vista oral por los cargos de pertenencia a banda armada y de tenencia de sustancias nocivas para la salud pública.[10][16]
- A Rachid Aglif, para quien se pedían 21 años de prisíón tras la vista oral, y Abdelmajid Bouchar, para quien se pedían 38 950 años, se les condenó finalmente por pertenencia a banda armada y tenencia o depósito de explosivos, por lo que se les condenó a 18 años de cárcel.[10][16]
- A menor pena se condenó a Hassan El Haski, para quien se pedían, tras la vista oral 38 952 años, pero que, finalmente, fue acusado únicamente de pertenencia a banda armada, hechos por los que se le condenó a 15 años de cárcel.[10][15][16]
- Del mismo cargo, aunque condenados finalmente a 12 años de cárcel, se encontraban Basel Ghalyoun, para quien se pedían inicialmente 38 960 años; Mohamed Bouharrat, para quien se pedían 12 años; Fouad El Morabit Amghar, para quien se pedían 38 960 años; Mouhannad Almallah, para quien se pedían 38 960 años; Saed el Harrak y Youssef Belhadj, para quien se pedían inicialmente 38 960 años, y Mohamed Larbi Ben Sellam, para quien se pedían, tras la vista oral, una condena de 38 960 años.[10][15][16]
- A Rafa Zouhier, para quien se pedían inicialmente 38 960 años de condena, finalmente se le condenó por tráfico y suministro de explosivos a 10 años de prisión.
- A Abdelilah Fadual El Akil, para quien se pedían 12 años de condena, se le condenó finalmente por colaboración con banda armada a 9 años de cárcel.[10][15][16]
- A Raúl González, para quien se pedían 8 años de cárcel, se le condenó finalmente por tráfico de explosivos, a una pena de 5 años de cárcel.[10][15][16]
- Por su parte, a Nasreddine Bousbaa y Mahmoud Slimane Aoun, para quienes se pedían 13 años de condena, se les condenó por falsificación de documentos a una pena de 3 años a cada uno. Igualmente, Antonio Iván Reis y Sergio Álvarez Sánchez, para quienes se pedían 4 años de condena, se les condena por transporte de explosivos a 3 años de prisión.[10][15][16]

### Absoluciones
Mouhannad Almallah Dabas fue inicialmente condenado por pertenencia a organización terrorista en la sentencia de la A.N. 65/2007, del 11-M. Posteriormente, fue absuelto de dicho delito por el Tribunal Supremo 503/2008. Estaba considerado un estrecho colaborador de Abu Dhadah y con buenas relaciones con El Tunecino y El Egipcio.
Quedó absuelto de todos los cargos que se le imputaba Rabei Osman, el Egipcio, para quien se pedían 38 962 años al considerarle en un principio el cerebro de los atentados y uno de los inductores y que cumplía, en el momento de dictarse la sentencia, condena en Italia por participación en un grupo terrorista internacional. La absolución por inducción también alcanzó a Hasan el Haski y Youssef Belhadj, que fueron condenados solo por pertenencia a una organización yihadista.
También fueron absueltos Antonio Toro, para quien se pedían 23 años; Carmen Toro, para quien se pedían 6 años; Mohamed Moussaten, para quien se pedían 6 años de cárcel; Brahim Moussaten e Iván Granados, para quienes se pedían 4 años; Emilio Llano, para quien se pedían 5 años, y Javier González Díaz, contra quien se habían retirado los cargos. Basel Ghalyoun fue absuelto por el Tribunal Supremo el 17 de julio de 2008 después de ser condenado a 10 años de prisión por la Audiencia Nacional el 31 de octubre de 2007. Raúl González Peláez fue absuelto por el Tribunal Supremo el 17 de julio de 2008 después de ser condenado a 5 años de prisión por la Audiencia Nacional el 31 de octubre de 2007.

## Reacciones

### Reacciones de las víctimas
Algunas de las asociaciones de víctimas del 11M no se mostraron contentas con las sentencias, y anunciaron que iban a recurrirla Además la sentencia considera que la teoría de la participación de la banda terrorista ETA en los atentados debe ser descartada. La Asociación Víctimas del Terrorismo afirmó en un comunicado que la sentencia es un punto y seguido en el esclarecimiento de toda la verdad y que es necesario seguir investigando para saber, entre otras cosas, quién ordenó el mayor atentado cometido en España y por qué lo hizo.
Ya durante el juicio o vista oral algunas asociaciones de víctimas, alineadas con los políticos y periodistas partidarios de las teorías de la conspiración del 11 M, no dejaron de incitar a sus abogados para que, en los interrogatorios a los testigos, actuaran más como parte de la defensa que como parte acusadora. En la formulación de sus preguntas incluían las mismas teorías que se habían publicado o, en formato de preguntas parlamentarias, se habían llevado al Congreso de los Diputados.

### Reacciones de la prensa crítica con la versión oficial
Uno de los argumentos, quizá el más importante, que utilizaban los medios que difundían las teorías de la conspiración del 11 M era el explosivo utilizado por los terroristas, a pesar de que en el Sumario, folio 162, constaba nota informativa reflejando las coincidencias de indicios con otros escenarios localizados el día de los atentados: furgoneta utilizada por los terrorista y bomba desactivada en Puente de Vallecas. Entre estas coincidencias está el color blanco de la sustancia explosiva de las bombas que los TEDAX, dos horas después de las explosiones (sobre las 10:00 horas del mismo día 11), neutralizaron en las estaciones de Atocha y El Pozo. Estas dos bolsas-bombas, que no habían explosionado en la hora programada 7:40, se encontraron en la inspección de los escenarios de las explosiones (Atocha y El pozo). El color blanco observado por los TEDAX, a las 10:00 horas del día de los atentados, descartaba la dinamita Titadyn utilizaba ETA, ya que ésta es de color rojo.
Pero, como dice el periodista de investigación José Díaz Herrera: «La sentencia desbarata  también la tesis de que el explosivo pudiera haber sido suministrado por ETA o que miembros de Euskadi ta Askatasuna hubieran intervenido en su colocación». Como este periodista recalca, era tal la obsesión con el explosivo que, aprovechando que uno de los peritos participantes en el juicio a propuesta de las acusaciones, Antonio Iglesias, dijo que "en los análisis del 11-M salió el retrato robot del Titadyne". Con este motivo, en junio del 2009, cinco años después de los atentados y publicadas las sentencias, publicaron un libro titulado Titadyne, con un amplio prólogo de Casimiro García Abadillo. En la presentación del libro, Casimiro García Abadillo y el director de El Mundo sostuvieron que "el explosivo empleado por los terroristas era Titadyne, que fue el único que se pudo localizar en el único foco no lavado ni contaminado por los Tedax en su desastrosa investigación".Ese mismos día, Pedro J Ramírez escribió un extenso artículo titulado Yo acuso, en el que imputaba a varios mandos policiales, jueces y fiscales de haber manipulado y ocultado pruebas 
A pesar de las sentencias, los periodistas que no aceptaban la versión oficial, es decir el contenido de las sentencias, continuaron alimentando la polémica sobre la autoría con las Teorías de la Conspiración del 11M hasta el décimo aniversario (2014). A lo largo de todo este periodo, Casimiro García Abadillo, Pedro J. Ramírez y Federico Jiménez Losantos, mantuvieron las mismas controversias sobre la autoría que mantuvieron durante el juicio, la autora ETA. El hallazgo de ácido bórico en un registro domiciliario a un etarra y, posteriormente a un yihadista, le sirvió para presentarlo como prueba de cargo. Personalmente lo hicieron Pedro J Ramírez y Casimiro García Abadillo, presentando una querella contra diversos mandos de Policía Científica. 
Era  constante el cuestionamiento de la investigación y versión "oficial". Jiménez Losantos, desde la COPE, seguía hablando de los "pelanas  de Lavapiés" o de los "moritos" traficantes de hachís. La persistencia en la COPE y en El Mundo, en sus últimas etapas de especulaciones e hipótesis de conspiración, parecía obedecer más a una estrategia comercial; sin embargo, en el otro medio adalid de las teorías de la conspiración del 11-M, Telemadrid, la estrategia era eminentemente política.

## Recursos y sentencia del Tribunal Supremo
La Fiscalía, la Asociación 11-M Afectados del Terrorismo, la Asociación de Ayuda a las Víctimas del 11-M, varias víctimas particulares y los veintiún acusados presentaron recursos de casación ante el Tribunal Supremo contra la sentencia de la Audiencia Nacional. Los de los acusados iban dirigidos a la absolución; los de la Fiscalía y los afectados a incrementar las penas de algunos condenados y obtener la condena de algunos acusados que habían sido absueltos.
En sentencia del 17 de julio de 2008, el Tribunal Supremo mantuvo, en líneas generales, las condenas establecidas por la Audiencia Nacional, absolviendo a tres condenados y condenando a uno de los juzgados exonerados.
De la resolución, en lo que se refiere a las condenas, el Supremo mantuvo la absolución de Rabei Osman El Sayed, que lo había sido por considerarse que por el delito de integración en banda armada u organización terrorista que se consideraba probado, ya había sido condenado en Italia; absolvió además a Mouhannad Almallah, Abdelilah Fadual El Akil y Raúl González Peláez por falta de pruebas y condenó a cuatro años de prisión a Antonio Toro por un delito de tráfico de explosivos, por el que había sido absuelto en la Audiencia. Aplicó también modificación de condenas a: Othman el Gnaoui, por considerarlo inocente del delito de falsedad de documentos públicos, aunque aumentó la pena total por autor material del atentado; Hamid Ahmidan, le condenó a doce años de prisión pero se le quitó la multa por tráfico de drogas y a Hassan El Haski se le ajustó la pena de 15 años de prisión a 14, por ser este el límite previsto en el Código Penal para el delito de integración en banda armada.